# 아시안 하이웨이 70호선
아시안 하이웨이 70호선(AH70)은 러시아의 도네츠크에서 출발, 이란의 반다르아바스까지 이어주는 총 연장 4,655 km(약 2,895 마일)의 거리를 가진 아시안 하이웨이 노선망이다. 그러나 이 도로는 중간에 카자흐스탄과 투르크메니스탄을 모두 경유하고 있으며, 우크라이나에는 간접적으로 접근하는 도로망이기도 하다.

## 주요 경유지

### 우크라이나
- M04 고속도로 : 크라스노돈

### 러시아
- A260 도로 : 도네츠크 - 볼고그라드
- 러시아 R22 고속도로(구 M6 연방도로) : 볼고그라드 - 아스트라한
- A340 도로 : 아스트라한 - 볼고다르스키

### 카자흐스탄
- A27 간선도로 : 코타예프카 - 아티라우 - 도소르
- A33 간선도로 : 도소르 - 베이노이 - 제티베이 - 악타우
- A34 간선도로 : 제티베이 - 자나오젠

### 투르크메니스탄
투르크메니스탄은 도로망이 열악해져서 이름이 지정되어 있지 않아 미상인 경우가 많아 그냥 서술한다.
- 가라보가즈 - 튀르크멘바시 - 세르다르
- 세르다르 - 막팀가리 - 인체보런

### 이란
- 국도 제73호선 : 인체보런 - 고르간
- 국도 제22호선 : 고르간 - 사리
- 국도 제81호선 : 사리 - 담간 - Robat-e Posht-e Badam
- 국도 제68호선 : Robat-e Posht-e Badam - 야즈드
- 국도 제71호선 : 야즈드 - 아나르 - 반다르아바스